# Kaipan
Kaipan est un constructeur automobile tchèque de Smržovka, spécialisé dans la production de roadsters.

## Histoire
La société a été fondée en 1992, mais la première voiture, la Kaipan 47 basée sur la Lotus Seven (1957-1972), est fabriquée depuis 1997. Plus tard, elle a été remplacée par la version 57 modifié avec un moteur Volkswagen 1.8 20V Turbo.
En 2006, Kaipan commença la production du premier modèle avec sa carrosserie d'origine, la Kaipan 14. Ils ont un moteur du Škoda Favorit et le processus de production est fourni comme une reconstruction de la voiture principale. Des Kaipan 14 ont également été expédiés en Allemagne, aux Pays-Bas, en Serbie, au Monténégro et en Slovaquie. En 2008, la Kaipan 15 avec un moteur Škoda a été introduit. Jusqu'en 2011, environ 340 de ces voitures étaient fabriquées. Le kit Kaipan 14 (à l'exclusion des pièces de Favorit) coûtait 235 000 CZK, le prix de la version déjà assemblée de la Kaipan 15 était de 499 000 CZK.
Début 2012, la production du tout nouveau type 16 a commencé. Il dispose d'un nouveau moteur Škoda plus puissant, il répond aux normes d'émission Euro 5 et donne une vitesse de pointe de 189 km/h. Aujourd'hui, l'entreprise produit des modèles: 14, 16 et 57. En 2018, la Kaipan 57 a été introduit, l'une des innovations majeures étant le respect de la norme d'émission Euro 6.

## Modèles
| Modèle    | Moteur    | Vitesse max | 0 à 100 km/h | Production |
| --------- | --------- | ----------- | ------------ | ---------- |
| Kaipan 47 | Ford 2.0  | 178 km/h    | 6,5 s        | 1997-2001  |
| Kaipan 57 | VW 1.8    | 180 km/h    | 5,9 s        | 2002-      |
| Kaipan 14 | Škoda 1.3 | 140 km/h    | 8 s          | 2006-      |
| Kaipan 15 | Škoda 1.4 | 150 km/h    | ?            | 2008-2011  |
| Kaipan 16 | Škoda 1.2 | 189 km/h    | 6,9 s        | 2012-      |

## Galerie

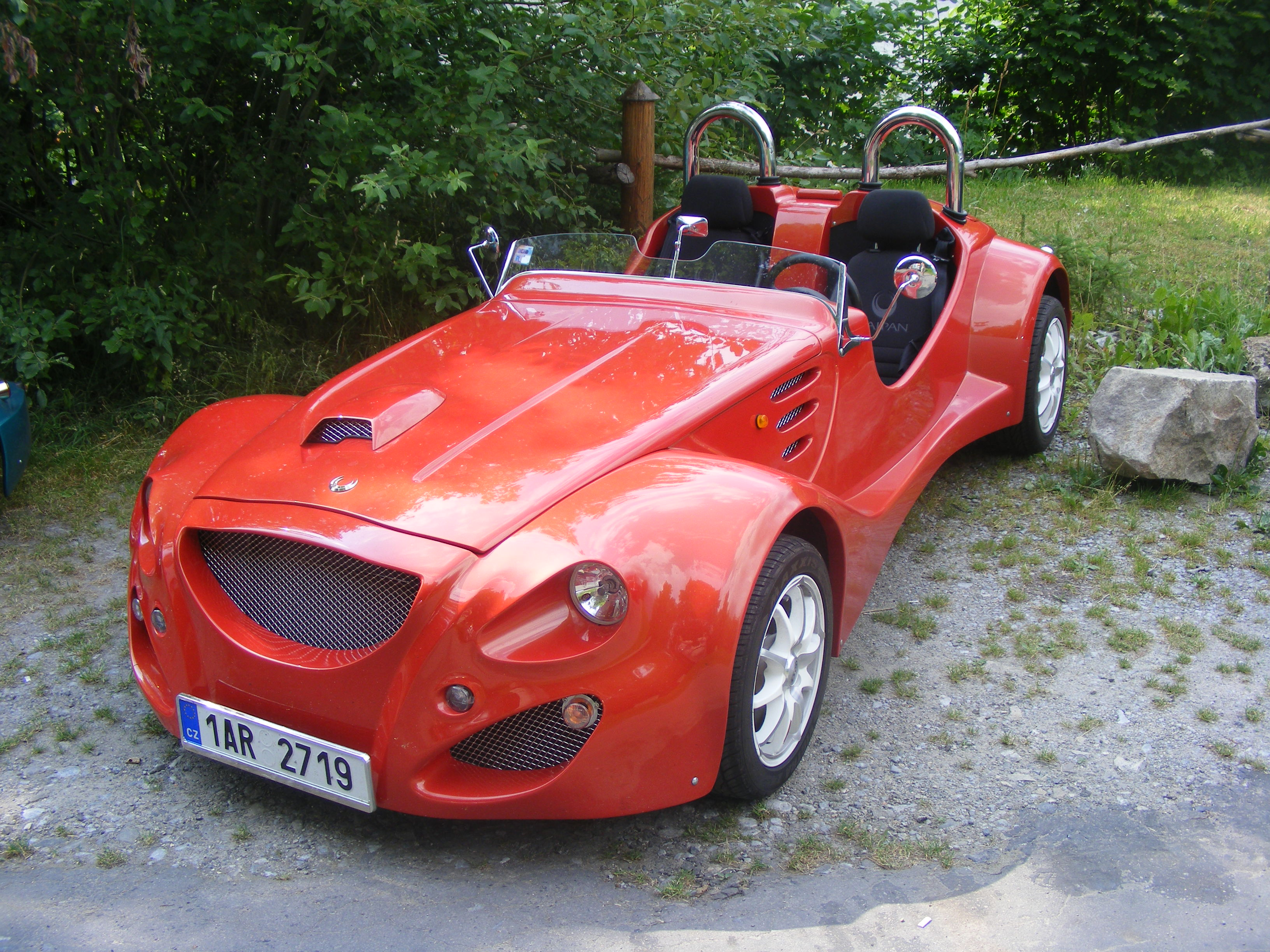
Kaipan 14
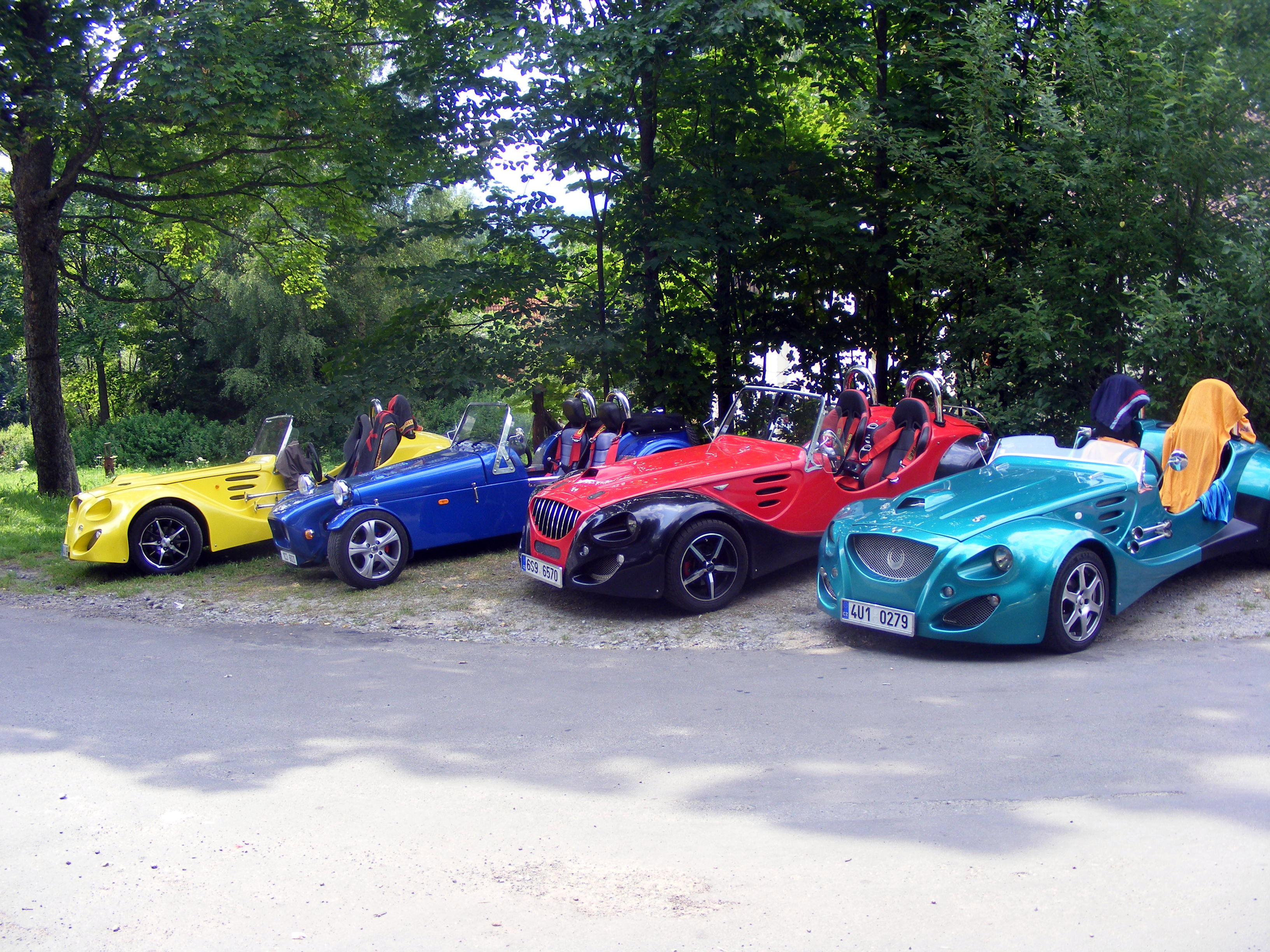
Des Kaipan
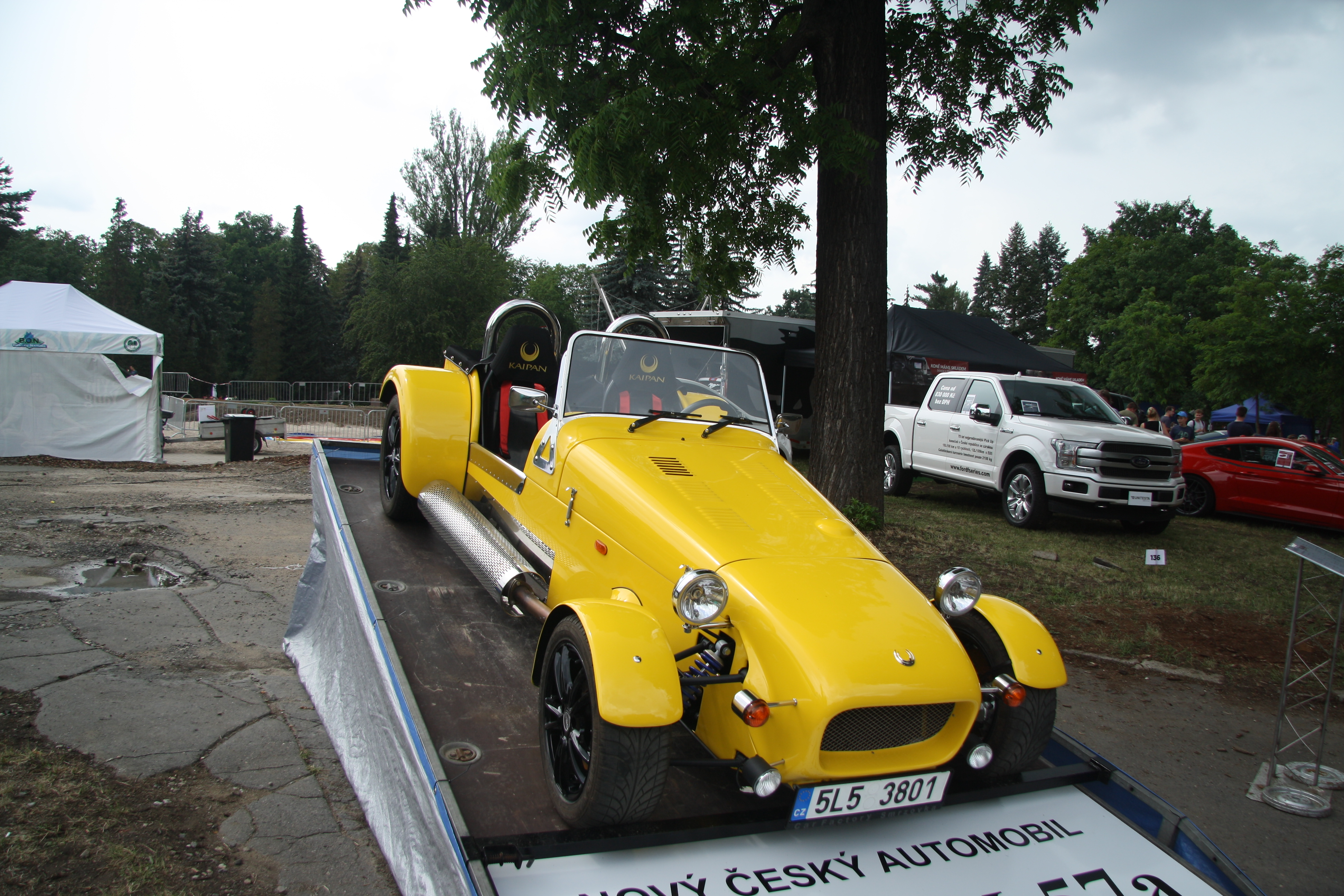
Kaipan 57

## Voir également
- Liste des automobiles tchèques